# 布韦斯-基里约
布韦斯-基里约（法語：Bouvesse-Quirieu，法語發音：[buvɛs kiʁjø]）是法国伊泽尔省的一个市镇，位于该省北部，属于拉图尔迪潘区。该市镇于1845年由原市镇布韦斯（Bouvesse）和基里约（Quirieu）合并而成。

## 地理
布韦斯-基里约（45°47'43"N, 5°24'53"E）面积17.51 平方千米，位于法国奥弗涅-罗讷-阿尔卑斯大区伊泽尔省，该省份为法国东南部内陆省份，北起顺时针与安省、萨瓦省、上阿尔卑斯省、德龙省、阿尔代什省、卢瓦尔省和罗讷省。
与布韦斯-基里约接壤的市镇（或旧市镇、城区）包括：布里奥尔、蒙塔尼约、塞里耶尔德布里奥尔、沙雷特、库特奈、克雷-梅皮约、蒙塔略-韦雪。
布韦斯-基里约的时区为UTC+01:00、UTC+02:00（夏令时）。

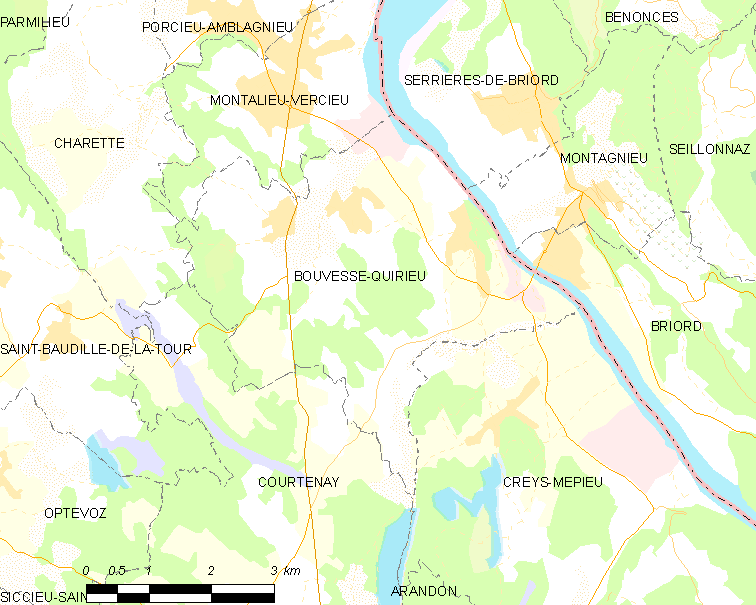
布韦斯-基里约的OSM定位图

## 行政
布韦斯-基里约的邮政编码为38390，INSEE市镇编码为38054。

## 政治
布韦斯-基里约所属的省级选区为莫雷斯泰勒县。

## 人口

1962-2008年间布韦斯-基里约人口变化图示

布韦斯-基里约于2022年1月1日时的人口数量为1493人。